# Gaviiformes
Pour les articles homonymes, voir Plongeon (homonymie).
Ordre
Famille
Genre
Les plongeons sont des oiseaux aquatiques que l’on rencontre en de nombreuses régions d’Amérique du Nord et d’Europe septentrionale. Ils ont la taille d’un grand canard, mais ces deux groupes d’oiseaux ne sont pas apparentés. Leur plumage est en grande partie gris ou noir, et leur bec a la forme d'un poignard. Les plongeons forment à eux seuls le genre Gavia, la famille Gaviidae et l'ordre Gaviiformes.
On considérait jadis qu’ils constituaient la plus ancienne des familles d’oiseaux de l’hémisphère Nord, mais il est récemment apparu que les Anseriformes (canards, oies et cygnes) et les Galliformes (faisans et espèces apparentées) sont des taxons plus anciens.
Le nom de plongeons qui leur a été attribué a pour origine l’habitude qu’ils ont de capturer des poissons en nageant calmement à la surface pour s’enfoncer soudainement sous l’eau.

## Famille des Gaviidae
La famille des gaviidés ou Gaviidae comprend les cinq espèces de plongeons, appartenant toutes au même genre, Gavia.
D'après la classification de référence (version 5.1, 2015) du Congrès ornithologique international (ordre phylogénique) :
- Gavia stellata (Pontoppidan, 1763) – Plongeon catmarin
- Gavia arctica (Linnaeus, 1758) – Plongeon arctique
- Gavia pacifica (Lawrence, 1858) – Plongeon du Pacifique
- Gavia immer (Brunnich, 1764) – Plongeon huard
- Gavia adamsii (Gray, 1859) – Plongeon à bec blanc

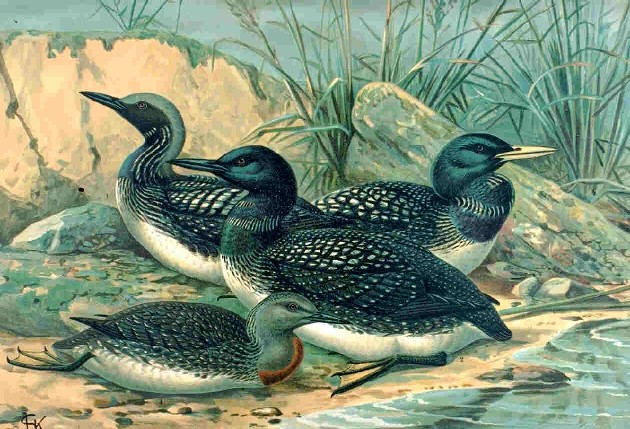
De l'avant vers l'arrière:
Plongeon catmarin
Plongeon huard
Plongeon arctique
Plongeon à bec blanc.

Un éventuel cladogramme du plongeons ressemble à ceci :
|  | Plongeon arctique     |
|  |                       |
|  | Plongeon du Pacifique |
|  |                       |

|  | Plongeon huard       |
|  |                      |
|  | Plongeon à bec blanc |
|  |                      |

|  | Plongeon arctique     |
|  |                       |
|  | Plongeon du Pacifique |
|  |                       |

|  | Plongeon huard       |
|  |                      |
|  | Plongeon à bec blanc |
|  |                      |

|  | Plongeon arctique     |
|  |                       |
|  | Plongeon du Pacifique |
|  |                       |

|  | Plongeon huard       |
|  |                      |
|  | Plongeon à bec blanc |
|  |                      |

|  | Plongeon arctique     |
|  |                       |
|  | Plongeon du Pacifique |
|  |                       |

|  | Plongeon huard       |
|  |                      |
|  | Plongeon à bec blanc |
|  |                      |

## Morphologie
Ce sont des oiseaux aquatiques au corps lourd, relativement grands (de 53 à 91 cm de long), aux ailes étroites et au corps fuselé, adapté à la plongée. Le bec est droit et mince, les rectrices assez courtes. Les pattes anisodactyles, palmées, sont implantées très en arrière du corps.
Le plumage est globalement dans les tons de noir, gris et blanc, très contrasté en période nuptiale, mais plus terne en période internuptiale. Il n'y a pas de dimorphisme sexuel.
Les poussins, couverts d'un duvet brun ou gris brun sur le dos, et gris ou gris blanc sur le ventre, subissent une première mue après quelques semaines, acquérant ainsi un plumage juvénile, plus proche de celui de l'adulte. Quelques semaines plus tard, le plumage juvénile sera remplacé par le premier plumage hivernal. Par la suite, l'adulte subira deux mues par an afin d'alterner les plumages nuptial et internuptial, au cours de mue qui le laisseront momentanément dans l'incapacité de voler.

## Comportement

### Alimentation
Ces oiseaux aquatiques pêchent dans les lacs en été et dans les eaux côtières en hiver. Ils ont un régime essentiellement carnassier mais comprenant, outre des poissons, des amphibiens et divers invertébrés aquatiques comme des mollusques, des crustacés ou des annélides. Leur pêche peut se pratiquer en plongée ou en surface.

### Locomotion
La disposition des pattes, très en arrière du corps, facilite la nage mais rend les déplacements au sol difficiles. Les plongeons se déplacent peu à terre, se traînant plus que marchant et les plus grands d’entre eux ont des difficultés à s'envoler, ne pouvant prendre leur essor qu’après avoir couru à la surface de l’eau sur plus d’une centaine de mètres.
Ils sont par contre capables de nager avec vélocité. En cas de danger, ils peuvent nager le corps immergé sous l'eau, avec seulement la tête qui dépasse à la surface. Comme leur nom vernaculaire l'indique, ce sont d'excellents plongeurs, capables de s'enfoncer sous l'eau sans générer de remous. L'adaptation des plongeons au milieu aquatique est due à plusieurs facteurs : leur silhouette hydrodynamique, leur densité spécifique (très proche de celle de l'eau), un squelette compact très peu pneumatisé, ainsi que des protéines fixatrices du dioxygène (hémoglobine, myoglobine) plus performantes que la moyenne. Grâce à cela, les plongeons sont capables de plonger à plusieurs mètres de profondeur en partant depuis la surface, et de nager sous l'eau sur une distance pouvant dépasser 100 m.
Lors de la mue des rémiges, les plongeons deviennent momentanément incapables de voler. En dehors de cette période de mue, le décollage d'un plongeon est rendu difficile du fait de leur corps massif et de leurs ailes relativement courtes ; l'essor est généralement assez long, et nécessite une certaine étendue d'eau libre. Ils décollent en effet toujours depuis la surface de l'eau, leur démarche étant trop malaisée pour courir. Une fois le décollage effectué, le vol est sûr et rapide. Au cours du vol, la tête et les pattes sont tenus un peu pendants par rapport au reste du corps.

### Vocalisations
Leur cri est très bruyant et plutôt lugubre ; on peut entendre les plongeons surtout lors de la saison de nidification ou de la migration.

### Reproduction
Les plongeons, du fait de leurs difficultés à marcher, construisent toujours leur nid tout près de l'eau, sur le rivage ou sur un îlot au milieu d'une étendue d'eau douce. Le nid est habituellement un amoncellement de matières végétales près du bord de l’eau. Les œufs sont verdâtres, parsemés de taches brunes très sombres. La ponte comprend généralement deux œufs, qui seront couvés par les deux parents durant 28 jours en moyenne. Après l'éclosion, les poussins, nidifuges, seront nourris par les deux parents qui transporteront souvent leurs petits sur leur dos, plus ou moins enfouis sous les plumes, même en plongée. Les petits seront autonomes au bout d'environ deux mois. Un couple de plongeons peut être fidèle à vie. Les plongeons peuvent vivre jusqu’à 30 ans.

## Répartition et habitat
Ils vivent dans le Nord de la  zone holarctique (Amérique du Nord et Eurasie), sur les étendues d'eau libre, aussi bien à l'intérieur des terres que sur les côtes.
Les plongeons nichent sur les lacs et étangs d’eau douce, mais gagnent les côtes en hiver, et souvent migrent plus au Sud.

## Menaces

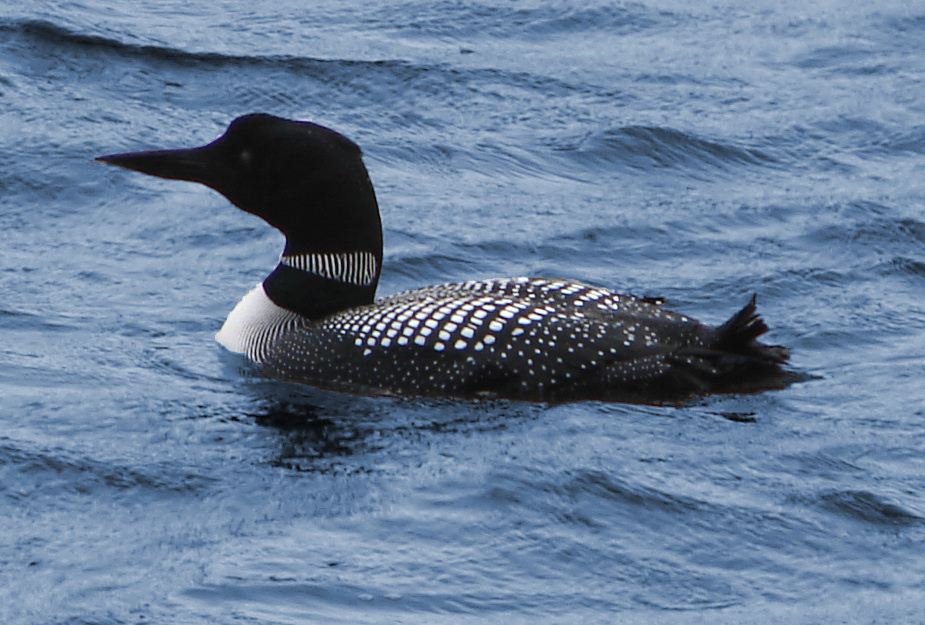
Plongeon huard

Toutes les espèces de plongeon sont victimes des pollutions aux hydrocarbures dues aux dégazages illégaux de navires ou aux marées noires.
Ces oiseaux sont tous protégés en annexe II par la Convention de Bonn, par le Migratory Bird Treaty Act, par l'Agreement on the Conservation of African-Eurasian Migratory Waterbirds (AEWA) et en annexe II de la Convention de Berne (protection de la vie sauvage).
A contrario, l'UICN a classé toutes ces espèces en catégorie LC (préoccupation mineure).

## Plongeons dans la culture
Le plongeon huard figure sur la pièce canadienne d’un dollar. C’est aussi l’oiseau officiel de la province d’Ontario et de l’État du Minnesota.